# Ischnopsyllidae
Ischnopsyllidae (лат.) — семейство блох (Ceratophyllomorpha, Ceratophylloidea).
Около 120 видов. Паразитируют на млекопитающих, главным образом, из отряда рукокрылых. Пронотальные ктенидии имеются. Глаза остаточные. Мезонотум с псевдосетами под воротником. Встречаются во всех зоогеографических регионах на всех материках, кроме Антарктиды. В Северной Америке 4 рода и 11 видов. В Европе около 20 видов.

## Систематика
20 родов и около 120 видов в 2 подсемействах. Название семейства предложил шведский энтомолог Эйнар Уолгрен (Einar Wahlgren; 1874—1962) взамен Typhlopsyllinae Tiraboschi, 1904. Монотипичное подсемейство Thaumapsyllinae включает паразитов крыланов (летучих собак), а подсемейство Ischnopsyllinae, включающее 19 родов, паразитируют на летучих мышах: Гладконосые летучие мыши (Vespertilionidae), Бульдоговые летучие мыши (Molossidae), Подковоносые (Rhinolophidae).
- Подсемейство Ischnopsyllinae Wahlgren, 1907
  - Триба Chiropteropsyllini Medvedev, 1985
    - Chiropteropsylla Oudemans, 1908

  - Триба Ischnopsyllini Wahlgren, 1907
    - Allopsylla Beaucourn & Fain, 1982
    - Araeopsylla Jordan & Rothschild, 1921[7]
    - Dampfia Smit, 1954
    - Ischnopsyllus Westwood, 1833
      - Ischnopsyllus mysticus Jordan, 1942
      - Ischnopsyllus obscurus (Wagner, 1898)
      - Ischnopsyllus octoctenus (Kolenati, 1856)

    - Lagaropsylla Jordan & Rothschild, 1921[7]
    - Mitchella Lewis, 1970
    - Myodopsylla Jordan & Rothschild, 1911[8]
    - Oxyparius Jordan, 1931
    - Rhinolophopsylla Oudemans, 1909

  - Триба Nycteridopsyllini Medvedev, 1985
    - Nycteridopsylla Oudemans, 1906

  - Триба Porribiini Medvedev, 1985
    - Coorilla Dunnet & Mardon, 1973
    - Porribius Jordan, 1946
      - Porribius pacificus Jordan, 1946

    - Serendipsylla Smit, 1975

  - Триба Sternopsyllini Medvedev, 1985
    - Alectopsylla Mahnert, 1976
    - Hormopsylla Jordan & Rothschild, 1921[7]
    - Rothschildopsylla Guimarães, 1953
    - Sternopsylla Jordan & Rothschild, 1921[7]

- Подсемейство Thaumapsyllinae Jordan, 1947[9]
  - Thaumapsylla Rothschild, 1907[10]
    - Thaumapsylla breviceps Rothschild, 1907
    - Thaumapsylla dina Jordan, 1937
    - Thaumapsylla longiforceps Traub, 1951
    - Thaumapsylla wilsoni Hastriter, 2009[11]